# Éloge Enza-Yamissi
Éloge Éthisse Enza-Yamissi, né le 23 janvier 1983 à Bangui (République centrafricaine), est un footballeur international centrafricain qui évolue au poste de milieu de terrain.

## Biographie

### Parcours en club
Originaire de la République centrafricaine, il arrive en France à l'âge de 10 ans.
Révélé à Nîmes comme milieu de terrain offensif, ce gaucher trouve sa place comme défenseur latéral à l'ESTAC.
Le 30 juillet 2005, il prend part à son premier match officiel sous le maillot troyen lors de la 1er journée de Ligue 1 face à Nice, il entre à la 75e minute de jeu en remplaçant Blaise Matuidi.
Le 11 février 2006, il est titularisé avec Troyes, il en profite pour inscrire son premier but en Ligue 1 lors de la 26e journée face à l'AS Monaco.
En février 2011, il prolonge son contrat de cinq ans, il est désormais lié au club troyen jusqu'en juin 2015.
Capitaine du club troyen, il permet à son club de retrouver la Ligue 1 à l'issue de la saison 2011-2012 où le club aubois se classe 3e de Ligue 2.
Relégué en Ligue 2 pour la saison 2013-2014, il signe un contrat de 2 ans avec le VAFC. Il inscrit son premier but sous le maillot de Valenciennes lors de la 9e journée face à Reims.
Libre depuis la fin de son contrat à Valenciennes (L2) au 30 juin 2018, Eloge Enza-Yamissi s'engage pour six mois avec le FC Annecy le 8 février 2019. Il y rejoint son frère cadet, Menassé.

### Parcours en sélection
Il est appelé par le sélectionneur Jules Accorsi dans la sélection de République centrafricaine pour le premier match de qualification à la Coupe d'Afrique des Nations 2012 contre le Maroc le 4 septembre 2010. Titulaire et il porte la première fois le brassard de capitaine, il réalise un bon match et permet à son équipe, bonne dernière au classement FIFA de réaliser l'exploit en tenant la sélection marocaine en échec.

## Statistiques de carrière
| Saison                | Club                  | Championnat           | Championnat | Championnat | Coupe nationale | Coupe nationale | Coupe de la Ligue | Coupe de la Ligue | Rép. centrafricaine | Rép. centrafricaine | Total | Total |
| Saison                | Club                  | Division              | M.          | B.          | M.              | B.              | M.                | B.                | M.                  | B.                  | M.    | B.    |
| 2001-2002             | La Roche-sur-Yon VF   | National              | 6           | 0           | -               | -               | -                 | -                 | -                   | -                   | 6     | 0     |
| 2002-2003             | Olympique d'Alès      | National              | 4           | 0           | -               | -               | -                 | -                 | -                   | -                   | 4     | 0     |
| Sous-total            | Sous-total            | Sous-total            | 10          | 0           | -               | -               | -                 | -                 | -                   | -                   | 10    | 0     |
| 2003-2004             | Nîmes Olympique       | National              | 17          | 2           | -               | -               | -                 | -                 | -                   | -                   | 17    | 2     |
| 2004-2005             | Nîmes Olympique       | National              | 35          | 3           | 5               | 3               | -                 | -                 | -                   | -                   | 40    | 6     |
| Sous-total            | Sous-total            | Sous-total            | 52          | 5           | 5               | 3               | -                 | -                 | -                   | -                   | 57    | 8     |
| 2005-2006             | ES Troyes AC          | Ligue 1               | 17          | 1           | 1               | 0               | -                 | -                 | -                   | -                   | 18    | 1     |
| 2006-2007             | ES Troyes AC          | Ligue 1               | 29          | 0           | 1               | 0               | -                 | -                 | -                   | -                   | 30    | 0     |
| 2007-2008             | ES Troyes AC          | Ligue 2               | 32          | 2           | 2               | 0               | 2                 | 0                 | -                   | -                   | 36    | 2     |
| 2008-2009             | ES Troyes AC          | Ligue 2               | 22          | 0           | 4               | 1               | 1                 | 0                 | -                   | -                   | 27    | 1     |
| 2009-2010             | ES Troyes AC          | National              | 28          | 1           | 4               | 0               | 2                 | 0                 | -                   | -                   | 34    | 1     |
| 2010-2011             | ES Troyes AC          | Ligue 2               | 32          | 1           | 3               | 0               | -                 | -                 | 2                   | 0                   | 37    | 1     |
| 2011-2012             | ES Troyes AC          | Ligue 2               | 30          | 0           | 3               | 1               | 1                 | 0                 | 4                   | 0                   | 38    | 1     |
| 2012-2013             | ES Troyes AC          | Ligue 1               | 21          | 0           | 4               | 0               | 1                 | 0                 | 3                   | 0                   | 29    | 0     |
| Sous-total            | Sous-total            | Sous-total            | 211         | 5           | 22              | 2               | 7                 | 0                 | 9                   | 0                   | 249   | 7     |
| 2013-2014             | Valenciennes FC       | Ligue 1               | 26          | 1           | 1               | 0               | 1                 | 0                 | 2                   | 0                   | 30    | 1     |
| 2014-2015             | Valenciennes FC       | Ligue 2               | 28          | 0           | 3               | 0               | 1                 | 0                 | 1                   | 0                   | 33    | 0     |
| 2015-2016             | Valenciennes FC       | Ligue 2               | 26          | 0           | 3               | 0               | -                 | -                 | 5                   | 1                   | 34    | 1     |
| 2016-2017             | Valenciennes FC       | Ligue 2               | 30          | 2           | 2               | 0               | 1                 | 0                 | 2                   | 0                   | 35    | 2     |
| 2017-2018             | Valenciennes FC       | Ligue 2               | -           | -           | -               | -               | -                 | -                 | 1                   | 0                   | 1     | 0     |
| Sous-total            | Sous-total            | Sous-total            | 110         | 3           | 9               | 0               | 3                 | 0                 | 11                  | 1                   | 133   | 4     |
| Total sur la carrière | Total sur la carrière | Total sur la carrière | 383         | 8           | 36              | 5               | 10                | 0                 | 20                  | 1                   | 449   | 14    |

## Engagement politique
En décembre 2015, il déclare son attachement à son pays et son intérêt pour la politique.